# San Andreas (Californie)
Pour les articles homonymes, voir San Andreas.
San Andreas est une census-designated place et le siège du comté de Calaveras, dans l'État de Californie, aux États-Unis. Sa population était de 2 615 habitants en 2000 pour une superficie de 22,7 km2. Comme la plupart des villes de la région, elle a été originellement fondée durant la ruée vers l'or californienne.

## Démographie
| 2000  | 2010  | - | - | - | - |
| ----- | ----- | - | - | - | - |
| 2 615 | 2 783 | - | - | - | - |